# 매니토바 무스
| 매니토바 무스 | |
| 콘퍼런스      | 서부 콘퍼런스 |
| 디비전        | 센트럴 디비전 |
| 설립연도      | 1994년 2001년 (AHL 가입) |
| 해체연도      | |
| 역사          | 미네소타 무스 (1994년~1996년) 매니토바 무스 (1996년~2011년) 세인트존스 아이스캡스 (2011년~2015년) 매니토바 무스 (2015년~현재) |
| 경기장        | 캐나다 라이프 센터 |
| 연고지        | 매니토바주 위니펙 |
| 상징색        | 폴라 나이트 블루, 에비에이터 블루, 은, 하양                                                                                   |
| 구단주        | 트루노스 스포츠 & 엔터테인먼트                                                                                                |
| 단장          | 크레이그 헤싱어 |
| 감독          | 키스 맥캠브리지 |
| NHL 제휴      | 위니펙 제츠 |
| ECHL 제휴     | 잭슨빌 아이스멘 |
| 정규시즌 우승 | 1 (2009) |
| 콘퍼런스 우승 | 1 (2009) |
| 디비전 우승   | 2 (2007, 2009) |
| 칼더 컵       | - |
| 영구 결번     | 12 |

매니토바 무스(영어: Manitoba Moose)는 캐나다 매니토바주 위니펙을 연고지로 하는 AHL의 서부 콘퍼런스 센트럴 디비전 소속 아이스하키팀이다.

## 역대 홈경기장
| 미네소타 무스/매니토바 무스/세인트존스 아이스캡스 |                           |          |                                  |                                                          |
| 경기장                                            | 사용기간                  | 수용인원 | 장소                             | 비고                                                     |
| 세인트폴 시빅 센터                                | 1994년~1996년             | 16,000명 | 미네소타주 세인트폴              | 빈칸                                                     |
| 위니펙 아레나                                     | 1996년~2004년             | 13,985명 | 매니토바주 위니펙                | 빈칸                                                     |
| 캐나다 라이프 센터                                | 2004년~2011년 2015년~현재 | 15,294명 | 매니토바주 위니펙                | MTS 센터 (2004년~2017년) 벨 MTS 플레이스 (2017년~2021년) |
| 마일 원 센터                                      | 2011년~2015년             | 6,287명  | 뉴펀들랜드 래브라도주 세인트존스 | 빈칸                                                     |